# Bremke (Bewer)
Die Bremke ist ein Zufluss der Bewer.
Sie entspringt in den Amtsbergen am Eselsteich und fließt von dort ostwärts. Der Bach fließt unmittelbar am Gestüt Hunnesrück entlang. Dort diente sie zum Antrieb des oberschlächtigen Wasserrades  der Mühle, die 1966 letztmals zum Schroten genutzt wurde. Erichsburg wird südlich umflossen. Am östlichen Ortsrand von Deitersen ist die Mündung.